# Chanileh
Chanileh (kurdisch Xanîle, persisch خانیله) ist ein kleines Dorf 6 km südwestlich von Rawansar und ca. 56 km entfernt von Kermānschāh im westlichen Iran.
Es liegt am Südhang des Hügelgebiets von Salakan und bietet einen Blick auf die Gomeshter-(Garaw)-Ebene. Salakan ist ein Teil des radiolaritischen Gürtels und hat zahlreiche Quellen auf den nördlichen und südlichen Hängen. Das Vorhandensein dieser Quellen und der eindrucksvolle Blick von Chanileh über die Ebene zog seit der Kupferzeit prähistorische Menschen in das Gebiet. Die Besiedlung ging bis in die Bronze- und Eisenzeit. Die Überreste dieser frühen Siedlungen sind auf einem alten Grabhügel westlich des Dorfes und auf einem alten Friedhof von Eisenzeit im Dorf selbst sichtbar. Scherben auf dem westlichen Hügel konnte man auf das 1. und 4. Jahrtausend vor Christus zurückdatieren. Es existiert weiterhin ein niedriger Hügel, der von parthischer Besiedlung südlich des Dorfes namens Tapa Bawa zeugt. Diese Stätten wurden 1986 und 2006 untersucht, was zur Entdeckung einer Reihe von Scherben und Steinzeit-Artefakte führte. Die Präsenz der Scherben aus islamischer Zeit weist darauf hin, dass das Dorf in diesem Zeitraum bewohnt war.